# Tomb Raider: The Angel of Darkness
Tomb Raider: The Angel of Darkness, anche noto come Tomb Raider VI, è un videogioco del genere avventura dinamica, proseguimento di Tomb Raider Chronicles e sesto e ultimo capitolo della linea classica (anche chiamata "Original Timeline") dei videogiochi Tomb Raider. È l'ultimo gioco Tomb Raider a essere stato sviluppato dalla casa di sviluppo Core Design, e venne pubblicato da Eidos Interactive. Il gioco uscì nel 2003 per PlayStation 2, Microsoft Windows e Mac OS. La trama narra che Lara Croft, scampata dalla morte in Egitto, torna alla sua vita quotidiana completamente cambiata ed è inseguita dalla polizia a Parigi e Praga, accusata dell'omicidio del suo vecchio mentore Werner Von Croy.

## Trama
(Lara Croft a Pieter Van Eckartd, l'Oscuro Alchimista)
Sono passati poco più di tre anni da quando Lara Croft rischiò la sua vita in Egitto. Lara si reca a Parigi, accettando suo malgrado un appuntamento da parte di Werner Von Croy, che disperato la supplica di aiutarlo. Tra i due avviene un'accesa discussione, durante la quale Lara lo accusa di averla abbandonata in Egitto, e nella confusione, un colpo di pistola colpisce mortalmente Von Croy; Lara ha appena il tempo di vedere il cadavere del suo ex-mentore, prima di fuggire dalla polizia per i vicoli di Parigi.
Seguendo le istruzioni lasciategli da Von Croy prima della sua morte, l'esploratrice si reca da una di lui amica, Margot Carvier, archeologa al Museo del Louvre che, nonostante la sua diffidenza nei confronti di Lara, le dà il diario di Von Croy su istruzione di questi, compito affidatole nel caso gli fosse accaduto qualcosa. Leggendo il diario, Lara apprende di un complotto occulto da parte di una misteriosa setta di alchimisti, l'ordine dei Cabal, che attraverso dei dipinti del XV secolo, i dipinti Obscura, intendono far risorgere i Nefilim, la razza discendente dall'incrocio tra angeli e uomini di cui si racconta nella Bibbia. Costretta a mantenere un basso profilo in quanto è ricercata dalla polizia, Lara si aggira per i ghetti parigini in cerca di informazioni, e si imbatte nel mafioso Louis Bouchard che le spiega di un susseguirsi di strani avvenimenti che negli ultimi tempi hanno portato alla morte di diverse persone. A Lara non rimane che recarsi al Louvre e attingere informazioni dagli studi di madame Carvier, anch'ella morta di recente in circostanze misteriose. In tal modo viene a conoscenza dell'esecuzione di alcuni scavi archeologici sotto il museo, che sembrano avere un nesso con le tavole, e si reca sul posto dove rinviene da questi scavi uno dei dipinti e seguendo alcuni indizi si dirige a Praga.
Qui Lara conosce il misterioso Kurtis Trent, membro della setta Lux Veritatis, nemici giurati dell'ordine dei Cabal, e poi diversi membri di quest'ultima che cercano di ostacolare i due. Tuttavia alla fine, onde porre un fine alle loro azioni, non le resta che eliminare il loro leader, Pieter Van Eckhardt. Dopo un duro scontro con questi, Eckhardt viene definitivamente eliminato dal suo braccio destro Joachim Karel, il quale parla con Lara rivelandole la sua vera natura: egli è l'ultimo superstite vivente della razza dei Nefilim ed è stato lui stesso ad uccidere Werner, sotto le sembianze di Eckhardt, controllandolo segretamente per far rivivere la propria razza. Quando Karel propone a Lara di far parte del suo progetto, ella rifiuta prontamente per poi iniziare una dura battaglia con il Nefilim; uscita vincitrice dallo scontro, riesce anche ad eliminare il Dormiente, il Nefilim che il Cabal voleva far tornare in vita.
Lara torna indietro a controllare lo stato di Kurtis, impegnato nella lotta contro il mostro Boaz, ma rinviene solamente il Chirugai, la sua speciale arma, in una pozza di sangue. Raccogliendolo, lo strano congegno si attiva, e Lara si incammina verso la zona che indica.

## Modalità di gioco
Similmente ai precedenti 5 episodi di Tomb Raider, The Angel of Darkness è un gioco d'azione-avventura in terza persona che ha come protagonista Lara Croft e, per la prima volta, anche un secondo personaggio, Kurtis Trent.
Il giocatore controlla Lara attraverso i 33 livelli, manovrandola con attenzione al di là delle trappole, sparse nei livelli, e risolvendo enigmi necessari a progredire nell'avventura.
Le nuove mosse di Lara includono una ruota all'indietro, un piccolo saltello, la furtività, strisciare distesi a terra, una capriola in avanti, il combattimento corpo a corpo ed il "super-salto" che può essere eseguito mentre si utilizza lo sprint.
Diversamente dai precedenti giochi, Angel of Darkness non permette di usare le doppie pistole. Tuttavia i giocatori della versione PC hanno la possibilità di usarle scaricando da internet le tre "patches" e "utility" disponibili.
In The Angel of Darkness, diversamente dagli altri episodi Tomb Raider è a volte necessario per Lara acquisire un potenziamento di forza per riuscire a superare certi salti, aprire determinate porte ecc.
Un elemento "GDR" è aggiunto alla serie con l'introduzione della possibilità per il giocatore di scegliere cosa Lara deve dire alla gente con cui sta parlando, come chiedere gentilmente, corrompere o minacciare.
Lara ha a disposizione il diario di Werner Von Croy, lasciato dalla sua amica Carvier, da consultare per avere maggiori informazioni sugli enigmi.

## Personaggi
- Lara Croft: Accusata dell'omicidio del suo ex mentore e rivale, Werner Von Croy, Lara diventa una fuggiasca in fuga per l'Europa.
- Kurtis Trent: Il secondo personaggio giocabile, Kurtis Trent mira a vendicare la morte di suo padre, Konstantin, grande maestro dei Lux Veritatis. Kurtis sembra essere l'ultimo di questo ordine segreto. Legionario avventuriero, affascinante e dotato di ottime doti fisiche, aiuterà Lara nella difficile impresa di distruggere i dipinti obscura. Ha poteri magici e riesce a vedere oltre i muri. Come arma ha una "Lama rotante" e una pistola Boran X. Kurtis nel gioco ha 29 anni ed è nato il 26.06.1972.
- Pieter Van Eckhardt: L'Alchimista Nero, capo di un'organizzazione segreta, I Cabal, la quale sede è nella Fortezza Strahov a Praga. Chiede a Werner Von Croy di ritrovare cinque artefatti conosciuti come Dipinti Obscura e dei quali si pensa che abbiano poteri alchemici e che siano collegati alle arti oscure.
- Werner Von Croy: Vecchio mentore di Lara durante la sua giovinezza e famoso archeologo, è assassinato dal Monstrum nel suo appartamento parigino all'inizio del gioco. Lara è la sola persona, oltre all'assassino, che era presente durante l'omicidio.
- Louis Bouchard: Un uomo coinvolto in oscuri affari nel lato oscuro di Parigi. È il proprietario della discoteca Le Serpent Rouge, recentemente chiusa a causa del numero di morti tra lo staff, credute essere collegate al Monstrum.
- Marten Gunderson: Veterano di guerra. Ora gestisce truppe di soldati mercenari per la difesa di basi altamente a rischio di invasioni. Lavora per Pieter Van Eckhardt ed è responsabile dell'assedio del Louvre.
- Joachim Karel: Occupa uno dei posti più alti del Cabal e ha la base a Parigi. Assicura il reclutamento e la protezione della setta attraverso il mondo. Egli nasconde un oscuro segreto...
- Grant Muller: Uno degli scienziati di Cabal che lavora nella Bio-Cupola. Amante delle piante, per i Cabal creerà della vegetazione adatta alla rinascita dei Nephilim.
- Kristina Boaz: Sopravvissuta ad un incidente aereo è responsabile del reparto correttivo dell'istituto psichiatrico dello Strahov, a Praga.
- Margot Carvier: Amica e collega di Von Croy e professoressa all'Accademia di storia parigina, è impegnata a esaminare un recente scavo archeologico sotto il Louvre. Dopo l'incontro con Lara viene uccisa dal Monstrum.
- Janice: Una prostituta del posto che condivide qualche utile informazione con Lara concernenti ai recenti (ed alquanto loschi) avvenimenti nel Ghetto Parigino.
- Pierre: Proprietario del ristorante Cafe Metro. Accetta di aiutare Lara a trovare Bouchard in cambio di una scatola che ha lasciato al nightclub Le Serpent Rouge.
- Francine: Ex fidanzata di Pierre. Aiuta Lara ad entrare nel cimitero della chiesa di St. Aicard.
- Bernard: Ex custode del "Serpent Rouge". Darà a Lara la parola d'ordine per superare il buttafuori di Bouchard, in cambio di un oggetto da lui dimenticato nel nightclub.
- Daniel Rennes: Membro dell'oscura popolazione che abita i sotterranei di Parigi. Amico di Louis Bouchard. Gestisce segretamente traffici di denaro illegali, utilizzando come copertura una agenzia di prestiti. Rennes è anche fabbro, pittore e archivista. Viene assassinato da Eckhardt.
- Anton Gris: Un allenatore di pugilato, amico di Louis Bouchard. Gestisce una palestra in una vecchia chiesa di Parigi.
- Thomas Luddick: Un giornalista praghese. Dà informazioni circa il Cabal e il pass di sicurezza della Fortezza Strahov a Lara Croft in cambio di denaro. Viene più tardi ucciso da Pieter Van Eckhardt.

### Doppiaggio
| Personaggio         | Doppiatore inglese | Doppiatore italiano  |
| ------------------- | ------------------ | -------------------- |
| Lara Croft          | Jonell Elliott     | Elda Olivieri        |
| Kurtis Trent        | Eric Loren         | Paolo Sesana         |
| Pieter Van Eckhardt | Joss Ackland       | Claudio Moneta       |
| Marten Gunderson    | Velibor Topić      |                      |
| Joachim Karel       | Rob Brown          | Raffaele Fallica     |
| Grant Muller        | Wolf Kahler        | Riccardo Rovatti     |
| Kristina Boaz       | Ève Karpf          | Emanuela Pacotto     |
| Werner Von Croy     | Kerry Shale        | Massimo Di Benedetto |
| Margot Carvier      | Marcia Warren      | Silvana Fantini      |
| Louis Bouchard      | Alain Debray       |                      |
| Thomas Luddick      | Kerry Shale        | Luca Bottale         |
| Barbone             | Olivier Deslandes  |                      |
| Lo spacciatore      | Tony Beck          | Luca Sandri          |
| Janice              | Linda Sans         | Emanuela Pacotto     |
| Pierre              | Davor Golub        | Massimo Di Benedetto |
| Daniel Rennes       | Philippe Monet     | Riccardo Rovatti     |
| Francine            | Caroline Crier     | Silvana Fantini      |
| Erborista           | Daniel Pageon      | Riccardo Rovatti     |
| Bernard             | Olivier Deslandes  | Paolo Sesana         |
| Anton Gris          | Tony Beck          | Riccardo Rovatti     |
| Autista             | Kerry Shale        |                      |

## Colonna sonora
Musiche di Martin Iveson e Peter Connelly.
1. The Accused – 2:51
2. The Unseen Attaks – 2:26
3. The Angel of Darkness – 3:07
4. Shadow of the Monstrum – 1:34
5. By Moonlight – 2:00
6. Dance of the Lux Veratatis – 1:37
7. The Duel – 1:48
8. Cabal Attack – 2:22

Durata totale: 17:45
Per la versione italiana del videogioco, la Leader ha commissionato ai Litfiba una canzone di accompagnamento: il risultato si intitola Larasong (Cavallo - Renzulli).

## Sviluppo
Lo sviluppo del gioco iniziò tre anni prima rispetto alla sua uscita. L'intenzione fu quello di creare un gioco diverso dai precedenti del franchise, in modo tale da farlo competere con gli allora recenti giochi action e far uscire tutto il potenziale delle console di sesta generazione. Doveva anche essere il primo capitolo di una nuova trilogia di Tomb Raider. Lo sviluppò però incontrò molte difficoltà, portando il gioco a essere rimandato due volte e a subire tagli di numerose sezioni in modo tale da pubblicare il gioco entro la data d'uscita. 
In seguito i distributori, Eidos Interactive, sostituirono la casa di sviluppo Core Design con la Crystal Dynamics che ha sviluppato gli ultimi tre episodi: Tomb Raider: Legend, Tomb Raider: Anniversary e Tomb Raider: Underworld. La Core aveva sviluppato ogni episodio della serie fin dall'inizio.
In un'intervista apparsa sul numero di agosto 2006 della rivista Edge i membri della Core Design affermarono che la Eidos volle realizzare il gioco in fretta con lo scopo di non superare l'anno finanziario e che lo fece pubblicare nonostante la sua incompletezza. Come risultato, larghe sezioni del gioco (specialmente a Parigi) vennero ridotte drasticamente o rimosse del tutto per rispettare la scadenza. Inoltre, la Core Design aveva previsto per il gioco diversi scenari: un prologo in Africa per spiegare i fatti accaduti in seguito a Tomb Raider: The Last Revelation, i livelli di Parigi, livelli in Germania, Turchia, e infine Praga. Inoltre, a parte la sciamana, un altro importante personaggio è stato eliminato: Luther Rouzic, presidente dello Strahov. Kurtis era guidabile anche a Parigi e, nei progetti iniziali, a essere ucciso doveva essere Jean-Yves, l'egittologo amico di Lara apparso in The Last Revelation, rimosso a causa della denuncia da parte dell'archeologo francese Jean-Yves Empereur, il quale riteneva che il personaggio fosse un plagio di sé.

## Accoglienza
Il tanto atteso sesto episodio della serie era progettato con una grafica migliorata ed un nuovo aspetto per Lara unito ad una trama avvincente. Tuttavia, nonostante i numerosi rimandi precedenti alla pubblicazione finale, The Angel of Darkness fu pesantemente criticato per l'alto numero di bug.
La difficoltà a comprendere la trama e i frequenti errori in essa suggerirono che il gioco avesse subito numerosi tagli prima di essere messo in vendita. La storia era discordante e confusionaria, per esempio l'incontro finale tra Lara ed il principale colpevole mostra che i due si conoscevano senza che si fossero mai precedentemente visti.
La critica si lamentò anche della mancanza di reali tombe, del fatto che la maggior parte del gioco si svolge in ampi spazi urbani (come in un locale notturno) e anche dell'abbandono della caratteristica più famosa di Lara: le doppie pistole (in realtà le doppie pistole facevano parte degli elementi nascosti che non furono incorporati con il gioco all'uscita; possono essere usate grazie ai trucchi).

## Lara Croft Tomb Raider: The Action Adventure
Lara Croft Tomb Raider: The Action Adventure è un DVD interattivo commercializzato nel 2006, che segue la trama di Angel of Darkness in versione semplificata.